# Koncentrační tábor Esterwegen
Koncentrační tábor Esterwegen se nacházel v zemském okrese Emsland v Dolním Sasku, nedaleko od hranic s Holandskem. Patřil do skupiny prvních koncentračních táborů. Založen byl v roce 1933 jako dvojitý tábor (II a III.) pro 2000 politických odpůrců nacistického režimu a ve své době byl druhým největším po Dachau. V roce 1936 byl tábor rozpuštěn a do konce války sloužil jako vězeňský tábor pro politické vězně a zajatce v rámci Nacht und Nebel. Za celou dobu tábora v něm bylo vězněno 10 000 vězňů ve fázi koncentračního tábora, poté 66 500 německých vojenských zločinců a více než 100 000 sovětských, francouzských a italských zajatců.

## Vznik tábora
Koncentrační tábor Esterwegen patřil do táborů Emsland, což představovalo komplex 15 kasáren. 17. března 1933 požádalo pruské ministerstvo vnitra okresního prezidenta v Osnabrücku o vhodné místo pro výstavbu tábora pro asi 300 vězňů a do budoucna asi pro 10 000 politických odpůrců režimu. Již 20. června 1933 bylo rozhodnuto o vybudování tří táborů: Börgermoor, Esterwegen a Neusustrum. Osnabrücká policie ve spolupráci s muži z SS začali nejprve stavěl tábor Börgermoor. V polovině srpna 1933 byl dokončen koncentrační tábor Esterwegen jako dvojitý tábor pro cca 2000 vězňů. Odpovědnost za vězněné mělo v tomto období v prvé řadě ministerstvo vnitra, až poté gestapo. Ovšem strážní činnost vykonávali výhradně muži z SS, později doplněni muži z SA. V listopadu 1933 posílil svůj vliv na tento tábor Heinrich Himmler a dne 21. března 1934 přešel tábor pod správu Říše. V tu chvíli přestal fungovat jako tábor pro zajatce, ale jako koncentrační tábor.

## Fungování
Při změně statusu tábora bylo mnoho politických vězňů do konce roku 1933 propuštěno. V červnu 1934 bylo v táboře uvězněno 812 vězňů. O rok později už se číslo vyšplhalo na 3500. V červenci 1935 nařídil Heinrich Himmler preventivní zatýkací kampaň potenciálních nepřátel státu a počet vězňů se navýšil o dalších tisíc, zejména se jednalo o komunisty. Dalšími nově příchozími byli zejména homosexuálové a zločinci. Do konce roku 1935 bylo do tábora oficiálně posláno 476 zločinů z Německa. V červenci 1934 pověřil Theodor Eicke velitelem tábora standartenführera Hanze Loritze. Podle Eickeho měl tábor fungovat podle vzoru Dachau, což znamenalo týrání, ponižování a vyčerpání vězňů, až do jejich smrti. Nahromadění neobjasněných úmrtí vedlo ke stížnosti berlínského probošta Bernharda Lichtenberga až k rukám Hermanna Göringa. Ten byl vyzván, aby zasáhl. Tato intervence však neměla žádnou hodnotu, vše pokračovalo v zaběhlých kolejích a pro vězně se vůbec nic neměnilo. Ještě během následujícího měsíce bylo nahlášeno dalších 71 neobjasněných úmrtí. 1. dubna 1936 byl novým velitelem tábora jmenován SS-sturmbannführer Karl Otto Koch. Bylo naplánováno další rozšíření tábora. Ovšem krátce na to se Heinrich Himmler rozhodl jinak. Koncem léta byl zrušen status koncentračního tábora, protože jeho vzdálená poloha byla shledána jako nepříznivá. Tábor měl být nahrazen daleko větším táborem, a to poblíž Berlína, do cca 30 km. Proto bylo v roce 1936 odesláno 1000 vězňů na stavbu nového tábora, známého jako Sachsenhausen. V táboře v letech 1934 až 1936 sloužil později velmi nechvalně známý Josef Kramer, který se do paměti vězňů vžil jako bestie z Bergen-Belsenu.

## Vězni v Esterwegenu

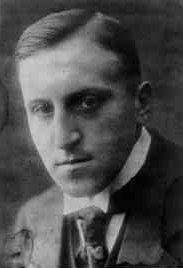
Carl von Ossietzky

Původně byl tábor pro politické odpůrce a německé intelektuály. Jak se nacistický režim vyvíjel, do tábora se dostávaly stále nové skupiny vězňů. Zločinci, homosexuálové a svědci Jehovovi. Ve dnech 4. až 18. prosince 1934 provedla hamburská policie velké zatýkání komunistů, kteří byli nejprve vězněni v Elmshornu, později v Hamburku a posléze z velké části posláni do tábora. Drtivá většina vězňů zde byla nadále zadržována až do vypuknutí druhé světové války. I přes to, že tábor již nebyl oficiálně koncentrační, bylo sem nadále, a zejména počínaje rokem 1940, transportováno mnoho nových vězňů. V letech 1943–1944 bylo do tábora transportováno mnoho stovek vězňů (uvádí se 2696) s označením "NN" (Nacht und Nebel, noc a mlha). Jednalo se o členy odporu ze západní Evropy, kteří nesměli opustit brány tábora a byli izolováni od zbytku osazenstva. V roce 1941 do tábora přišlo mnoho tisíc vězňů z Francie, Holandska, Belgie a Československa. Uvádí se, že se jednalo o 80 000 těchto vězňů a 100 000 až 180 000 válečných zajatců. Z nich zde zemřelo 38 000. 35 000 bylo vojáků Rudé armády. Nejslavnějším vězněm v táboře byl německý spisovatel Carl von Ossietzky, pacifista a odpůrce nacistů. V roce 1935 získal Nobelovu cenu, a to ve chvíli, kdy již byl dávno vězněn v táboře. V táboře se s ním setkal velvyslanec Červeného kříže ze Švýcarska, který posléze prohlásil: „Viděl jsem člověka sužovaného strachem, bledého jak mrtvola, vyhublého na kost, která se zdála být neschopná ničeho. Všechny zuby měl zlámané a za sebou měl neléčenou zlomeninu nohy. Podal jsem mu ruku a ani mi neodpověděl.“ Po následné intervenci byl umístěn pod dohledem gestapa do nemocnice, kde v roce 1938 zemřel. Všichni vězni v táboře pracovali v mokřinách, které se nacházely v okolí tábora. Pracovali na zemědělské půdě. Od roku 1942 se zvedla úmrtnost, a to desetinásobně v důsledku nedostatečné péče o vězně.